# Pastora Soler
Pastora Soler, pseudonimo di María del Pilar Sánchez Luque (Coria del Río, 28 settembre 1978), è una cantante spagnola.

## Biografia
Pastora Soler è stata una cantante precocissima, iniziando a prendere parte agli eventi musicali già dai primi anni della sua infanzia. Ha rappresentato il suo Paese, la Spagna, all'Eurovision Song Contest 2012, a Baku, in Azerbaigian con la canzone Quédate conmigo che si è posizionata al decimo posto nella classifica finale.

## Discografia
- 1994 - Nuestras Coplas
- 1996 - El Mundo Que Soñé
- 1999 - Fuente De Luna
- 2001 - Corazón Congelado
- 2002 - Deseo
- 2005 - Sus Grandes Éxitos
- 2005 - Pastora Soler
- 2006 - Pastora Soler (Edición Especial)
- 2007 - Toda Mi Verdad
- 2009 - Bendita Locura
- 2010 - 15 Años
- 2011 - Una Mujer Como Yo
- 2012 - Una Mujer Como Yo (Edición Eurovisión)
- 2013 - Conóceme
- 2014 - 20
- 2017 - La Calma
- 2019 - Sentir